# Croix de l'Évangile

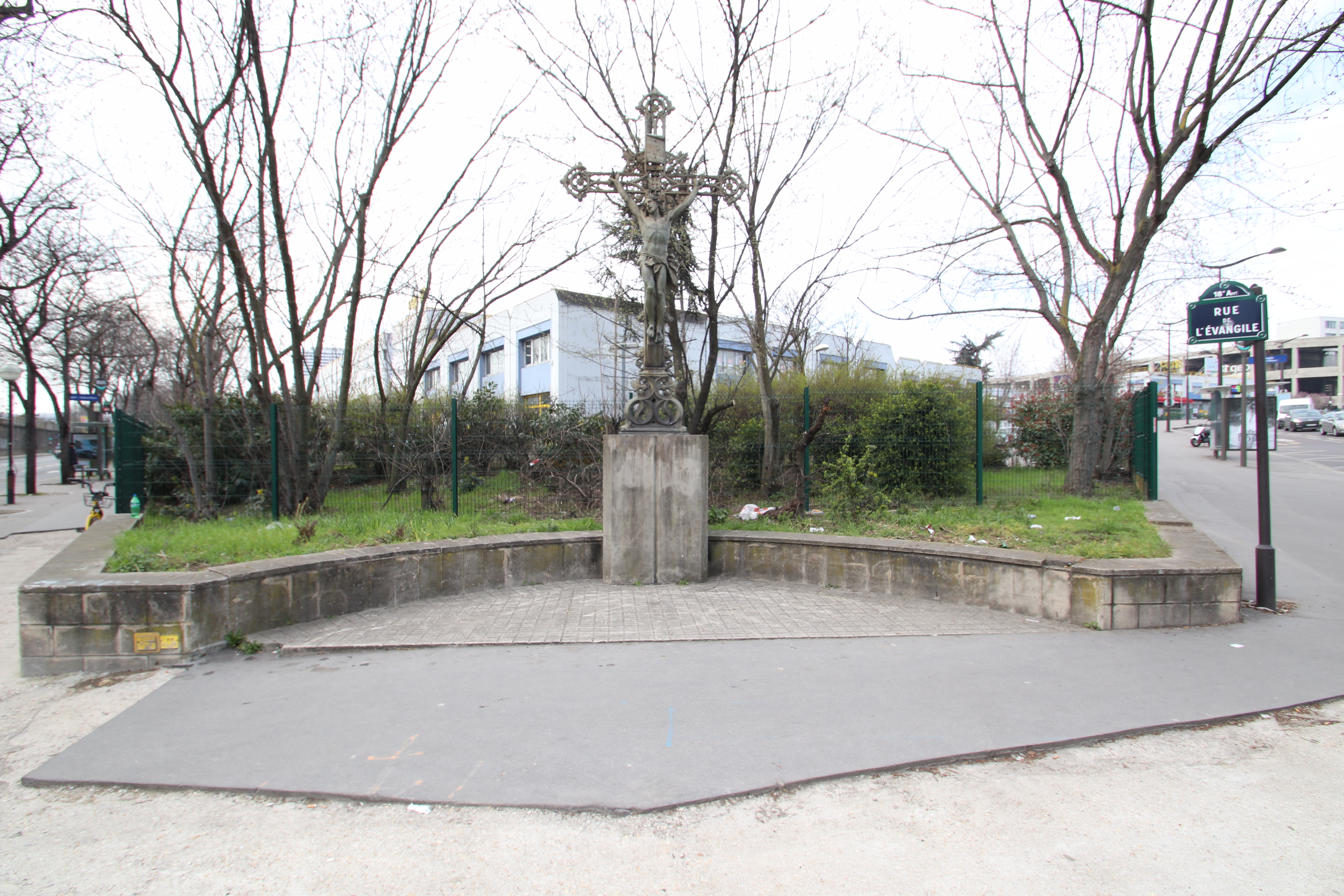
Croix de l'Évangile

Croix de l'Évangile (doslovně Evangelijní kříž) je kříž v Paříži. Nachází se křižovatce ulic Rue de l'Évangile a Rue d'Aubervilliers v 18. obvodu. Na území Paříže je kříž posledním dochovaným křížem, které se v minulosti vztyčovaly na křižovatkách.

## Popis
Kříž se nachází na chodníku na křižovatce ulic Rue de l'Évangile a Rue d'Aubervilliers v severozápadní části 18. obvodu. Jedná se o monumentální krucifix z tepaného kovu o výšce dvou metrů, který představuje Ukřižování Ježíše Krista.
Kříž vystupuje z betonového podstavce o výšce 1,5 m. Po obou stranách je nízká zídka do oblouku.

## Historie
První písemná zmínka o kříži pochází z roku 1540. Na počátku 15. století byl součástí poutní cesty, která vedla od kostela Saint-Denys de la Chapelle ke kostelu Notre-Dame-des-Vertus v Aubervilliers. Kříž je zaznamenán na mapách z let 1707 a 1730.
Původní kříž byl zničen za Velké francouzské revoluce. Kříž nechal v roce 1808 obnovit Joseph Hirth z Paříže. Kříž se tehdy nacházel na území města La Chapelle a byl restaurován v roce 1823.
Současný kříž byl vztyčen v roce 1860, tedy ve stejném roce, kdy bylo město La Chapelle připojeno k Paříži. Kříž nechala mezi lety 1863 a 1871 přesunout Východní železniční společnost (Compagnie des chemins de fer de l'Est) kvůli stavebním pracím. Nejméně do poloviny 20. století byl kříž opřen o zeď a chráněn kamenným portikem s trojúhelníkovým štítem, na kterém byl latinský nápis O Crux ave, spes unica.